# Veenoord
Veenoord ( in het Drents: Veenoord) is een dorp in de Nederlandse provincie Drenthe, gemeente Emmen. Het dorp Veenoord heeft 2080 inwoners (1 januari 2023).

## Geografie
Veenoord vormt samen met buurdorp Nieuw-Amsterdam een geheel. Ze worden daarom het Tweelingdorp genoemd. Toch hebben beide dorpen een eigen postcode en hebben ze zich lange tijd zelfstandig ontwikkeld. Veenoord hoorde tot de gemeentelijke herindeling van 1 januari 1998 namelijk bij de gemeente Sleen, terwijl Nieuw-Amsterdam altijd tot de gemeente Emmen heeft behoord. De grens tussen beide dorpen ligt langs de Schooldijk en de Veilingstraat.
De meeste voorzieningen van het tweelingdorp, waaronder de meeste winkels, liggen in Nieuw-Amsterdam. Veenoord had tot 2004 een eigen openbare basisschool en heeft nog steeds een sporthal, sportvelden en voetbalclub SV Twedo binnen zijn grenzen.
Ten noorden van de dorpen ligt het gezamenlijke bedrijventerrein De Tweeling. Het dorp is goed bereikbaar via de A37. Het treinstation van Nieuw-Amsterdam ligt feitelijk in Veenoord. Vlakbij staat de korenmolen Nooitgedacht.

## Geschiedenis
In tegenstelling tot wat de naam doet vermoeden, is Veenoord geen veenkolonie maar een ontginningsdorp. Het ontstond in 1860 bij de aanleg van de Verlengde Hoogeveense Vaart. Pas later, bij de ontginning van de veengebieden ten zuiden van het dorp, kwamen er ook veenarbeiders wonen. In deze tijd ontstond ook Nieuw-Amsterdam: aanvankelijk een stuk zuidelijker dan de Vaart, maar geleidelijk aan schoof het op richting Veenoord. Door de nieuwbouw na de Tweede Wereldoorlog groeiden de dorpen volledig aan elkaar vast, met als grens de schooldijk.

## Toerisme

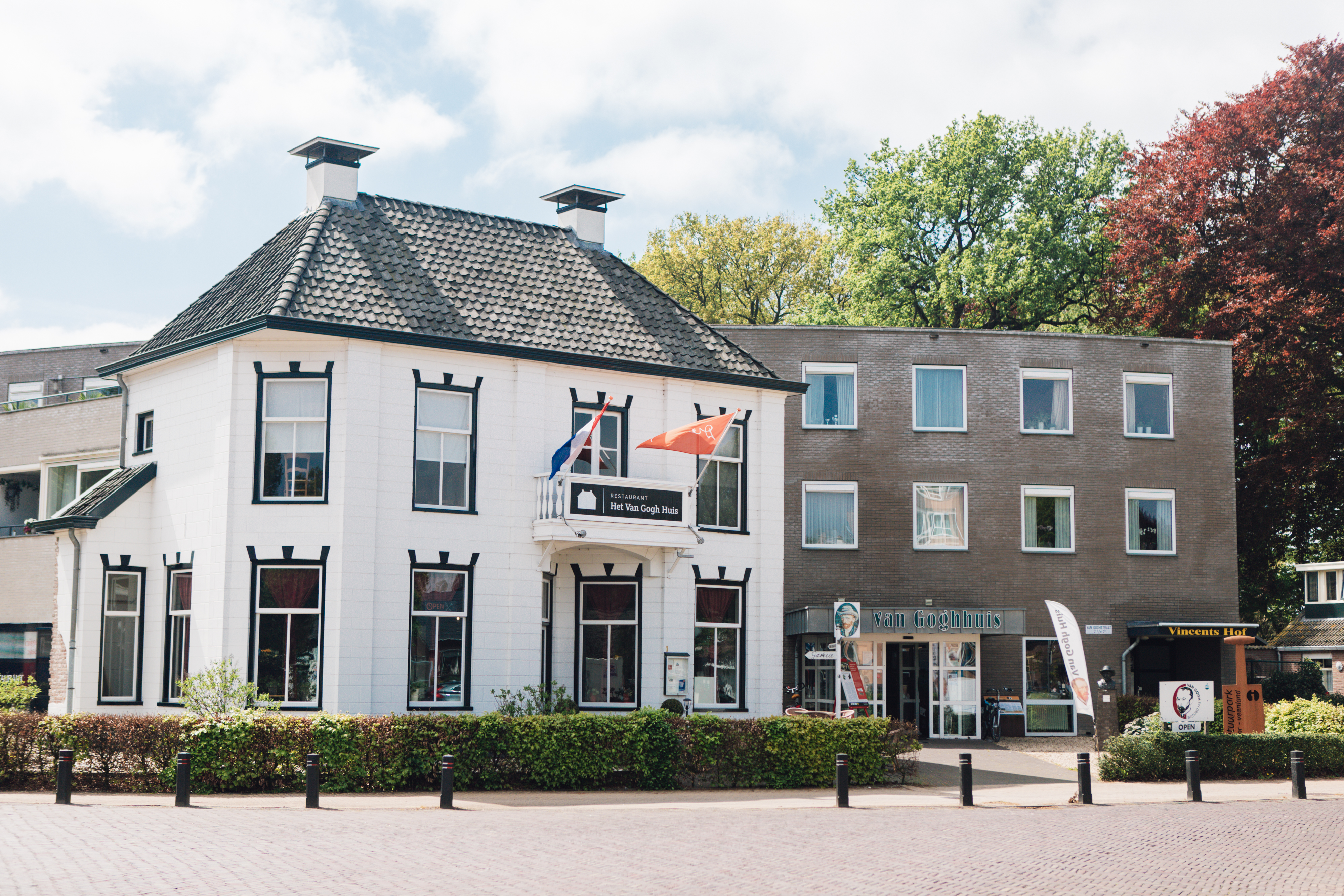
Het Van Gogh Huis

De belangrijkste bezienswaardigheid in Veenoord is het Van Goghhuis, dat pal op de dorpsgrens met Nieuw-Amsterdam staat. In de tijd dat de schilder Vincent van Gogh Drenthe bezocht, was hier het logement van Hendrik Scholten gevestigd. Van Gogh kwam er op 3 oktober 1883 aan en zou er twee maanden verblijven. Hij maakte er tal van schetsen en schilderijen, die het Drentse land en het leven van de arbeiders in het veen als onderwerp hadden.
Het dorp is landelijk bekend van het schaatsen; traditiegetrouw wordt op de schaatsbaan van Veenoord jaarlijks de eerste wedstrijd op natuurijs van het nieuwe seizoen verreden, mits de plaatselijke ijsvereniging van het Groningse Noordlaren ze niet voor is. De wedstrijd is in eerste instantie een sprintwedstrijd over een parkeerterrein. Wanneer de vorst aanhoudt wordt er echter enkele dagen later een marathon gehouden.